# From the Beyond
From the Beyond és una pel·lícula muda de l'Eclair American, dirigida per Oscar A. C. Lund i protagonitzada per Alec B. Francis, Barbara Tennant i el mateix O.A.C. Lund, entre d'altres. La pel·lícula es va estrenar el 15 d'octubre de 1913.

## Argument
William Lodge, professor de psicologia, el seu ajudant, Otto Myers, i la seva filla Nora es dediquen a fer sessions d'espiritisme en el laboratori privat del professor. Nora fa de medium i a través seu el pare aconsegueix fer visibles diferents esperits i gràcies a una màquina especial fotografiar-los. El Dr. Fred Nevins, cap de l'institut de parapsicologia que no creu en absolut en l'espiritisme i Jack Pearst, un periodista, visiten el Professor Lodge al seu laboratori. Nevins aconsegueix robar una de les fotografies on es veu Nora i una ombra i, gràcies a un fotògraf expert, separar les dues imatges en dues fotografies. Un dia que Lodge fa una presentació en un congrés de l'institut, presenta les fotografies com a prova de que tot plegat és un frau, fent que Lodge quedi deshonorat davant dels seu col·legues.
Per tal de justificar-se i mostrar qui és realment Nevins, Lodge proposa provar que ha descobert el misteri hindú de mantenir la vida en suspens tancant-se durant un mes dins un sarcòfag. Per tal de protegir la seva reputació en cas que l'experiment fracassi, Lodge envia a Myers, el seu ajudant, al Canadà des d'on ha d'enviar un missatge dient que Lodge és amb ell. Ni tan sols Nora o la seva mare coneixen on es troba Lodge realment.
Malauradament, el Canadian Imperial Hotel pateix un incendi que el destrueix completament. Lodge es comptat com una de les persones que hi ha mort, i Myers, lligat per la seva promesa al Dr. no pot contradir el que diu l'informe. Aleshores, Nevins es veu assetjat pel cos astral de Lodge i acusa Myers d'assassinat i el fa empresonar. Per això Myers es veu impossibilitat el dia acordat d'alliberar Lodge.
Nora, molt afectada per tots els esdeveniments, fa que es materialitzi l'ombra del seu pare la qual es dirigeix a un dictàfon que hi ha a la seva biblioteca. En ell es pot sentir el missatge “No sóc mort. Estic dins del sarcòfag”, que Lodge havia deixat prèviament. Lodge pot ser alliberat i es presenta al judici just abans que es dicti sentència contra Myers. Després de les oportunes explicacions Lodge és nomenat membre d'honor de l'Institut prenent la plaça al Dr. Nevin. Myers i Nora s'acaben prometent en matrimoni.

## Repartiment
- Alec B. Francis (Professor William Lodge)
- Barbara Tennant (Nora)
- Oscar A. C. Lund (Otto Myers)
- Frederick Truesdell (Fred Nevins)
- Julia Stuart (mare d'Otto)
- Jack W. Johnston (Jack Pearst)
- Will E. Sheerer (científic)